# Dal van Tehuacán

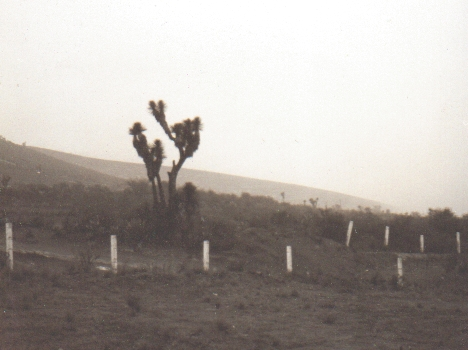
Dal van Tehuacán

Het Dal van Tehuacán (Spaans: Valle de Tehuacán) is een dal in het zuidoosten van de Mexicaanse deelstaat Puebla. Het Dal van Tehuacán is vooral bekend omdat het de plaats is waar de oudste sporen van de verbouw van maïs zijn gevonden. Sinds 2018 is de Tehuacán-Cuicatlánvallei Unesco-werelderfgoed.
Het dal van Tehuacán kenmerkt zich door gematigde temperaturen maar is relatief droog. De Río Tehuacán stroomt door het dal, onderdeel van het afvloeiingsgebied van de Río Papaloapan, en er bevinden zich verschillende natuurlijke bronnen. Het is onderdeel van het biosfeerreservaat Tehuacán-Cuicatlán. Het dal is genoemd naar Tehuacán, de grootste stad in het dal. Indiaanse volkeren in het gebied zijn Mixteken, Nahua en Popoloca.
Ongeveer 8000 jaar before present was het dal van Tehuacán een van de eerste plaatsen waar maïs werd gedomesticeerd, vandaag de dag nog altijd het belangrijkste landbouwproduct van Mexico. De oudste maïskorrels zijn aangetroffen in grotten bij Coxcatlán en Ajalpan, bewaard gebleven door het droge klimaat van het gebied.

Agavelandschap en oude industriële faciliteiten van Tequila · Hydraulisch systeem van het aquaduct van Padre Tembleque · Oude Mayastad en beschermde tropische regenwouden van Calakmul, Campeche · Historische versterkte stad Campeche · Precolumbiaanse stad Chichén Itzá · Centrale Universiteitsstadscampus van de Nationale Autonome Universiteit van Mexico · Biosfeerreservaat El Pinacate y Gran Desierto de Altar · El Camino Real de Tierra Adentro · Precolumbiaanse stad El Tajín · Franciscaanse missieposten in de Sierra Gorda van Queretaro  · Historische stad Guanajuato en aangrenzende mijnen · Hospicio Cabañas, Guadalajara · Eilanden en beschermde gebieden in de Golf van Californië · Luis Barragánhuis en -studio · Historisch Centrum van Mexico-Stad en Xochimilco · Vroeg-16e-eeuwse kloosters op de hellingen van de Popocatépetl · Historisch centrum van Morelia · Historisch centrum van Oaxaca en Monte Albán · Precolumbiaanse stad en nationaal park Palenque · Archeologische zone van Paquimé, Casas Grandes · Historisch centrum van Puebla · Historische monumentenzone van Querétaro · Revillagigedo-archipel · Biosfeerreservaat van de monarchvlinder · Rotstekeningen van de Sierra de San Francisco · Beschermde stad San Miguel en het Heiligdom van Jesús de Nazareno de Atotonilco · Sian Ka'an · Precolumbiaanse stad Teotihuacan · Historische monumentenzone van Tlacotalpan · Precolumbiaanse stad Uxmal · Walvisreservaat van El Vizcaíno · Archeologische monumentenzone van Xochicalco · Historisch centrum van Zacatecas · Tehuacán-Cuicatlánvallei: oorspronkelijke habitat van Mesoamerika
- Virtual International Authority File: 6015156858662149780007